# トーマ・キャンベル
トーマ・キャンベル（Toma Campbell、本名 前嶋とおる1962年-）は、日本のメディアアート作家、音楽プロデューサー、小説家、アイデア設計者。アカサカベース サウンドグッズ研究所 所長。

## 経歴
1982年、ニュース取材の派遣会社に就職しNHK報道部に配属。その後、映像制作会社に転職。NHK番組、CM、イベント映像などの制作に携わる。
1987年、東京港区の広告会社に転職。展覧会、現代建築ビデオ、コンサートなどの企画制作に携わる。銀座ガスホールでの文化イベント、JIA新人賞受賞作品の建築ビデオシリーズ、東京汐留にあったパナソニックの東京P/Nにてライブコンサートのプロダクションマネージャーを担当。オーネット・コールマン、テリー・ライリー、サイキックTV、クリスチャン・マークレー、コンラッド・ベッカー等が出演した。
1992年に独立。アイデア設計者として、広告、出版、番組、WEBなどの企画を数多く手がける。
2004年、インディーズレーベルのモノフォニカレコードを設立し、ハミングキッチンの1st.アルバムをプロデュース。
2015年、東京ビッグサイトで行われた「ハンドメイドインジャパンフェス」にオリジナルのスピーカーを出展。
同年8月に発売された雑誌『Stereo ステレオ 8月号』（株式会社 音楽之友社）に、自身が制作したオリジナルスピーカーの記事が掲載される。
同年12月、新宿伊勢丹にて自身が開発したトランク型スピーカー『サウンドトランク』の展示が約1カ月に渡って行われる。
2019年3月、東京都港区赤坂にメディアアート工房「アカサカベース サウンドグッズラボラトリー」を開設。音響、照明を中心としたメディアアートの創作活動を行う。
2021年8月、ミステリー小説『秘密の八重歯』上下巻が出版される。
2023年11月、季刊『アナログ Vol.81』（株式会社 音元出版）にレコード店取材記事が掲載される。
2024年7月、企画プロデュースを手掛けたALFAカートリッジがアルファミュージック創立55周年を記念してJICO（日本精機宝石工業株式会社）より発売される。
2024年8月、ALFAカートリッジの開発秘話が季刊『アナログ Vol.84』（株式会社 音元出版）に掲載される。
2024年11月、季刊『アナログ Vol.85』（株式会社 音元出版）にレコード紹介記事が掲載される。
2024年11月、自身が撮影した写真集『TOKYO DOORS』が出版される。

## 主な仕事
1990年〜1991年にかけて、村野藤吾の生誕百年を記念した建築ビデオ『普請往来 〜建築家 村野藤吾と自邸〜』の制作、ディレクターを担当（総合プロデューサー 栗生 明、構成 下村純一、音楽 日向大介、ナレーション 久米 明、その他 村野藤吾生誕百年記念会、アーバンコミュニケーションズ、ヒューマンメディア）。
2004年にインディーズレーベルのモノフォニカレコードを設立し、ハミングキッチンの1stアルバムをプロデュース。このアルバムは、インディーズサイトにてポップス売り上げNo.1を獲得。また、FMヨコハマをはじめとしたラジオ番組で数多くオンエアされた。
2006年にプラチナギルドインターナショナルのキャンペーン「Platinum Promise 2006」にて、結婚するカップルのメッセージをアーカイブしたDVDをロシアのソユーズロケットに載せて、ISS（国際宇宙ステーション）へと運ぶミッションを成功させる。

## 受賞歴
2006年　東京インタラクティブアドアワード入賞 

## 出版
2021年　小説『秘密の八重歯　上巻』
2021年　小説『秘密の八重歯　下巻』
2024年　写真集『TOKYO DOORS』

## 展示会
2015年　新宿伊勢丹本館2階ギャラリースペース

## メディア出演

### テレビ
1999年　NHK BS ニュース「東京ガス新宿ショールーム トーキョーアニマルズ展」
2003年　MXテレビ 「TOKYO BOY」
2019年　フジテレビ「めざましテレビ」
2023年　日本テレビ系バラエティー番組「秘密のケンミンショー極」

### ラジオ
2019年　レインボータウンFM「R-エンタメ倶楽部」
2019年　MUSIC BIRD「すみません、お宅のオーディオ、ナマ録させてください」